# Classic Romance
Albums de David Garrett
David Garrett
(2009) Rock Symphonies
(2010)
Classic Romance est un album sorti en 2009, composé par le violoniste David Garrett.

## Liste des pistes
1. Humoresque
2. Méditation
3. None but the Lonely Heart
4. Serenade
5. Zigeunerweisen – 1: Moderato
6. Zigeunerweisen – 2: Un peu plus lent
7. Zigeunerweisen – 3: Allegro molto vivace
8. Salut d’amour
9. Vocalise
10. Mendelssohn Violin Concerto – 1: Allegro molto appassionato
11. Mendelssohn Violin Concerto – 2: Andante
12. Mendelssohn Violin Concerto – 3: Allegro molto vivace

## Sources
- Ressources relatives à la musique :   - Discogs
  - MusicBrainz (groupes de sorties)
- http://www.david-garret.com discography. Retrieved 2013-03-19.